# Chen Chen-wei
Dans ce nom chinois, le nom de famille, Chen, précède le nom personnel Chen-wei.
Chen Chen-wei (chinois traditionnel : 陳晨威) né le 12 décembre 1997, est un autochtone de la tribu Amis et joueur de baseball taïwanais qui joue actuellement pour l'équipe professionnelle de Taoyuan des Rakuten Monkeys de la Ligue chinoise professionnelle de baseball et dans la sélection nationale. Ses positions défensives sont arrêt-court et défenseur central . Son cousin est le receveur Chen Chia-ju (陳家駒) qui joue actuellement pour CTBC Brothers.

## Origines
Chen Chen-wei est un arrêt-court depuis l'époque de la Little League. Connu pour sa vitesse et ses frappes, il a également joué dans le cadre de la Williamsport Little League World Series. À cette époque, il était relativement petit avec seulement 1,45 mètre et n'atteindra que plutôt tardivement sa taille définitive de 1,80 mètre. Au collège, il joue dans un collège réputé pour son équipe de baseball, le collège Meiho, et rencontre Chen Je-cheng (陳瑞振), l'entraîneur en chef de l'équipe du collège qui était également arrêt-court et qui décide de le prendre sous son aile en lui donnant des cours particuliers. En 2018, il a participé au repêchage de mi-saison et a été sélectionné par les Lamigo Monkeys devenus l'année suivante les Rakuten Monkeys. Une sélection en deux temps, puisqu'il est pris au deuxième tour (le huitième choix au total du repêchage) et le consensus sur la signature a été atteint à la mi-août .

## Sélections nationales
- Equipe de baseball de l'école élémentaire Fuxing de l'arrondissement Qianzhen de Kaohsiung
- Equipe de baseball du collège Xingren de l'arrondissement Qianzhen de Kaohsiung
- Equipe de baseball du lycée privé Meiho dans le village de Neipu dans le comté de Pingtung
- Equipe de baseball de l'institut technique (enseignement supérieur de spécialité) de Datong à Chiayi
- Equipe de baseball du Nouveau Taipei des Heran Bears (2018)
- Equipe de baseball professionnelle des Lamigo Monkeys de Taoyuan (12 août 2018 - 16 décembre 2019)
- Equipe de baseball professionnelle des Rakuten Monkeys de Taoyuan (17 décembre 2019 - aujourd'hui)

## Carrière en baseball
- Sélection pour la Classique mondiale de baseball 2023
- Sélection pour le tournoi mondial Premier12 2024

## Statistiques par saison
| Année | Equipe          | G   | AB   | H   | HR | R   | SB  | K   | BB  | TB  | DP | BA    | OBP   | SLG   | OPS   |
| ----- | --------------- | --- | ---- | --- | -- | --- | --- | --- | --- | --- | -- | ----- | ----- | ----- | ----- |
| 2018  | Lamigo Monkeys  | 5   | 11   | 1   | 0  | 0   | 0   | 3   | 0   | 1   | 1  | 0.091 | 0.091 | 0.091 | 0.182 |
| 2019  | Lamigo Monkeys  | 87  | 357  | 107 | 5  | 32  | 22  | 55  | 35  | 152 | 1  | 0.300 | 0.364 | 0.426 | 0.790 |
| 2020  | Rakuten Monkeys | 114 | 472  | 134 | 4  | 52  | 42  | 52  | 33  | 186 | 3  | 0.284 | 0.332 | 0.394 | 0.726 |
| 2021  | Rakuten Monkeys | 75  | 266  | 72  | 1  | 21  | 18  | 36  | 33  | 99  | 5  | 0.271 | 0.349 | 0.372 | 0.721 |
| 2022  | Rakuten Monkeys | 111 | 376  | 123 | 2  | 33  | 38  | 44  | 33  | 161 | 5  | 0.327 | 0.380 | 0.428 | 0.808 |
| 2023  | Rakuten Monkeys | 108 | 398  | 101 | 5  | 38  | 22  | 53  | 39  | 140 | 2  | 0.254 | 0.318 | 0.352 | 0.607 |
| 2024  | Rakuten Monkeys | －  | －   | －  | － | －  | －  | －  | －  | －  | － | －    | －    | －    | －    |
|       |                 |     |      |     |    |     |     |     |     |     |    |       |       |       |       |
| TOTAL | 7 ans           | 500 | 1880 | 538 | 17 | 176 | 142 | 243 | 173 | 739 | 17 | 0.286 | 0.346 | 0.393 | 0.739 |